# Aeródromo Trinidad Ramos Valdés
El Aeródromo Trinidad Ramos Valdés (Código OACI: MX99 - Código DGAC: TLJ) o Aeródromo de Talpa de Allende es un pequeño aeropuerto ubicado al oeste de Talpa de Allende, Jalisco y es operado por la alcaldía de la misma ciudad. Cuenta con una pista de aterrizaje de 1,207 metros de largo y 17 metros de ancho y debido a que no tiene plataforma de aviación, las aeronaves deben estacionarse en el terreno aledaño a la pista. actualmente solo opera aviación general.

## Accidentes e incidentes
- El 25 de septiembre de 1946 una aeronave Avro 652 Anson con matrícula XA-FEI operada por Transportes Aéreos de Jalisco (TAJ) que realizaba un vuelo entre el Aeropuerto de Puerto Vallarta y el Aeropuerto de Guadalajara con escala en el Aeropuerto de Talpa de Allende se estrelló mientras aterrizaba en su primera escala, matando a una pasajera y dejando heridos a otros 7 pasajeros y 2 pilotos.[2]

- El 8 de marzo de 1955 una aeronave Douglas DC-3A-228D con matrícula XA-DIK que operaba el vuelo 591 de Mexicana entre Aeropuerto de Puerto Vallarta y el Aeropuerto de Guadalajara con escalas en el Aeródromo de Mascota y el Aeródromo de Talpa, se estrelló en el Cerro del Cabro, a unos veinte kilómetros de Talpa mientras hacía su aproximación para su última escala, incendiándose y matando a los 3 miembros de la tripulación y a los 23 pasajeros sin dejar sobrevivientes. Las causas del siniestro se atribuían a los fuertes vientos de la zona.[3][4]

- El 19 de enero de 2023 una aeronave Cessna 182 Skylane con matrícula XB-KVR que operaba un vuelo privado entre el Aeródromo de Talpa y el Aeropuerto de Puerto Vallarta se precipitó a tierra durante su fase de despegue, estrellándose contra terreno y matando inmediatamente a dos ocupantes. El tercer ocupante murió posteriormente debido a las heridas del accidente.[5][6]